# ウールシュポルト

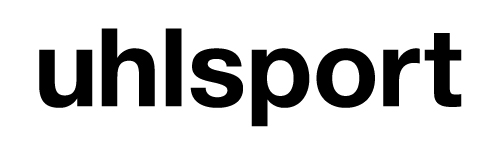
ブランドロゴ

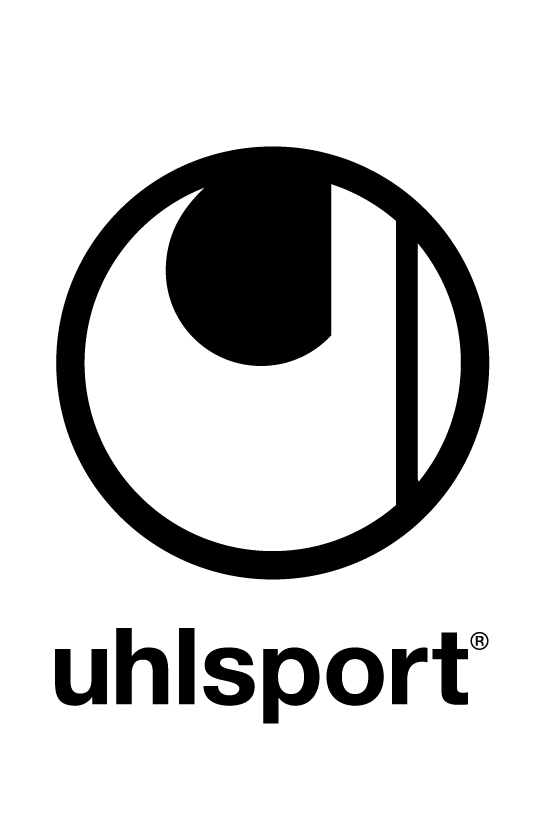
ブランドマーク

ウールシュポルト（uhlsport）は、ドイツ・バーデン＝ヴュルテンベルク州バーリンゲンに本拠を置くフットボール用品メーカーである。1948年創業。

## 概要
フットボールプレーヤーのためだけに70年以上にわたって製品を作り続けてきたuhlsport（ウールシュポルト）。
ウールシュポルトの歴史は、1948年にドイツ南西部の小さな町Balingenで創始者であるKarl Uhlが最初のスパイク用の革製スタッド付を制作した時に始まった。
日本国内においては、1970年代より輸入され、スポーツ用品メーカーであるリーベルマン、プーマ、ゼットなどを経て、現在はユナイテッドスポーツブランズジャパン株式会社（旧称：マクダビッドジャパン）が日本国内総代理店となっている。日本法人では「ウールシュポルト」の名称を使用。
サッカー及びフットサル用品の製造・販売を事業の中心に置き、特にゴールキーパーグローブにおいて有名である。

## 沿革
1970年代、GKグラブの評判が高まり、GKグラブの他にもボールやシンガード、バンデージまで商品展開を拡大。
1980年代、ディノ・ゾフ（イタリア）やワルター・ゼンガ（イタリア）をはじめ、世界各国の名GK達がuhlsportのグラブを愛用して傑出した成績をおさめ、GK用品のプロフェッショナルブランドとして地位を確立。
1990年代、ブンデスリーガのクラブをトータルサポートするなどウェアにも注力。
2000年代、日韓大会でウェアを着用したスロベニア代表がワールドカップ初出場。シューズ契約のパベル・ネドヴェドがバロンドールを受賞。フランチェスコ・トルドがイタリア代表として活躍。フットサルシリーズ「sala」を発売開始。
2010年代、南アフリカ大会で全GK96選手中27選手がウールシュポルトのGKグラブを着用。ペペ・レイナ擁するスペイン代表が優勝。ブラジル大会でイラン代表がウールシュポルトウェアを着用し出場。ロン＝ロベルト・ツィーラー擁するドイツ代表が優勝。ロシア大会でチュニジア代表がウールシュポルトウェアを着用し出場。ウーゴ・ロリス（フランス代表）とダニエル・スバシッチ（クロアチア代表）が決勝戦で熱戦を繰り広げ、フランス代表が優勝。2019年には日本代表ゴールキーパー 権田修一選手と契約。
2022年カタール大会では権田選手など契約選手がスピードコンタクトシリーズを着用。